# ليزلي باين
ليزلي باين (بالإنجليزية: Leslie Payne)‏ هو سياسي أسترالي، ولد في 5 نوفمبر 1888، وتوفي في 23 ديسمبر 1942 في هوبارت في أستراليا. انتخب عضو مجلس نواب تسمانيا.